# Dave Riley
Dave Riley (Detroit, Míchigan, 30 de julio de 1960-24 de diciembre de 2019) fue un músico y escritor estadounidense, conocido por ser el bajista de la banda de Chicago de punk rock, Big Black.

## Biografía
Trabajó como asistente de ingeniero de sonido para el estudio de George Clinton de sus bandas Parliament y Funkadelic. Está acreditado en álbumes como Trombipulation de Parliament, y The Electric Spanking of War Babies, de Funkadelic. Ocasionalmente servía como músico de sesión para sus amigos.
A principios de los años 1980 se trasladó a Chicago, donde tocó varios instrumentos en varias bandas, incluyendo Savage Beliefs. En 1984 se unió a Big Black, cumpliendo las labores de bajo y coros. Al año siguiente produjo y tocó el saxofón en el EP Ward, de End Result. En 1990 tocó bajo, piano y percusión en el álbum de Algebra Suicide Alpha Cue.
En 1993 fue víctima de un accidente cerebrovascular, que al principio pareció un intento de suicidio, o una sobredosis de drogas. Esto resultó totalmente falso, pues existe un historial de ACVs en la familia de su madre. No se recuperó del accidente cerebrovascular y estuvo confinado a su silla de ruedas.
En 2003 se mudó a Warsaw, Illinois. Al año siguiente lanzó el CD Groove on the Mania! bajo el nombre Miasma of Funk. En 2004 publicó su libro Blurry and Disconnected: Tales of Sink-or-Swim Nihilism, una colección de historias cortas y una novela. 
Falleció el 24 de diciembre de 2019 a los 59 años de edad a causa de cáncer de laringe.